# Kasteel Tenczyn
Kasteel Tenczyn is een burchtruïne op de Kraków-Częstochowa Jura, in het dorp Rudno, Krzeszowice in het woiwodschap Klein-Polen in het powiat krakowski, slechts 24 km ten westen van Krakau, 5 km ten zuidwesten van Krzeszowice. Het kasteel is gelegen op een uitgedoofde vulkaan.

## Geschiedenis
Kasteel Tenczyn werd gebouwd in de veertiende eeuw in gotische stijl. Het kasteel was de zetel van de Tęczyńscy-familie. In 1570 werd het verbouwd tot een renaissancistisch kasteel. In 1655 werd het gebouw verwoest tijdens de oorlog met Zweden en vervolgens herbouwd. In 1768 werd het kasteel door de bliksem getroffen en brandde het kasteel.